# Großbüllesheim
Coordonate: 50° 41' 27" N, 6° 49' 39" O
Großbüllesheim este o localitate cu peste 2000 de locuitori care aparține de orașul Euskirchen. La est de Großbüllesheim se află parcul industrial „Am Silberberg” (IPAS), iar la sud se află ruinele cetății Großbüllesheim.

## Posibilități de acces
In Großbüllesheim există o haltă de cale ferată a liniei „Eifelbahn (KBS 474)”, care circulă între Köln–Euskirchen–Gerolstein–Trier și „RegionalBahn 24” Köln–Euskirchen–Kall. La sud de localitate se află șoseaua L 182, care face legătura cu Autostrada A 61. 
În Großbüllesheim, o serie de străzi au fost denumite după exploaratori sau cercetători renumiți, ca de exemplu:
- Amundsenstraße (după Roald Amundsen);
- Filchnerstraße (după Wilhelm Filchner);
- Gustav-Nachtigal-Straße (după Gustav Nachtigal);
- James-Cook-Straße (după James Cook);
- Magellanstraße (după Ferdinand Magellan);
- Nansenstraße (după Fridtjof Nansen);
- Vasco-da-Gama-Straße (după Vasco da Gama).

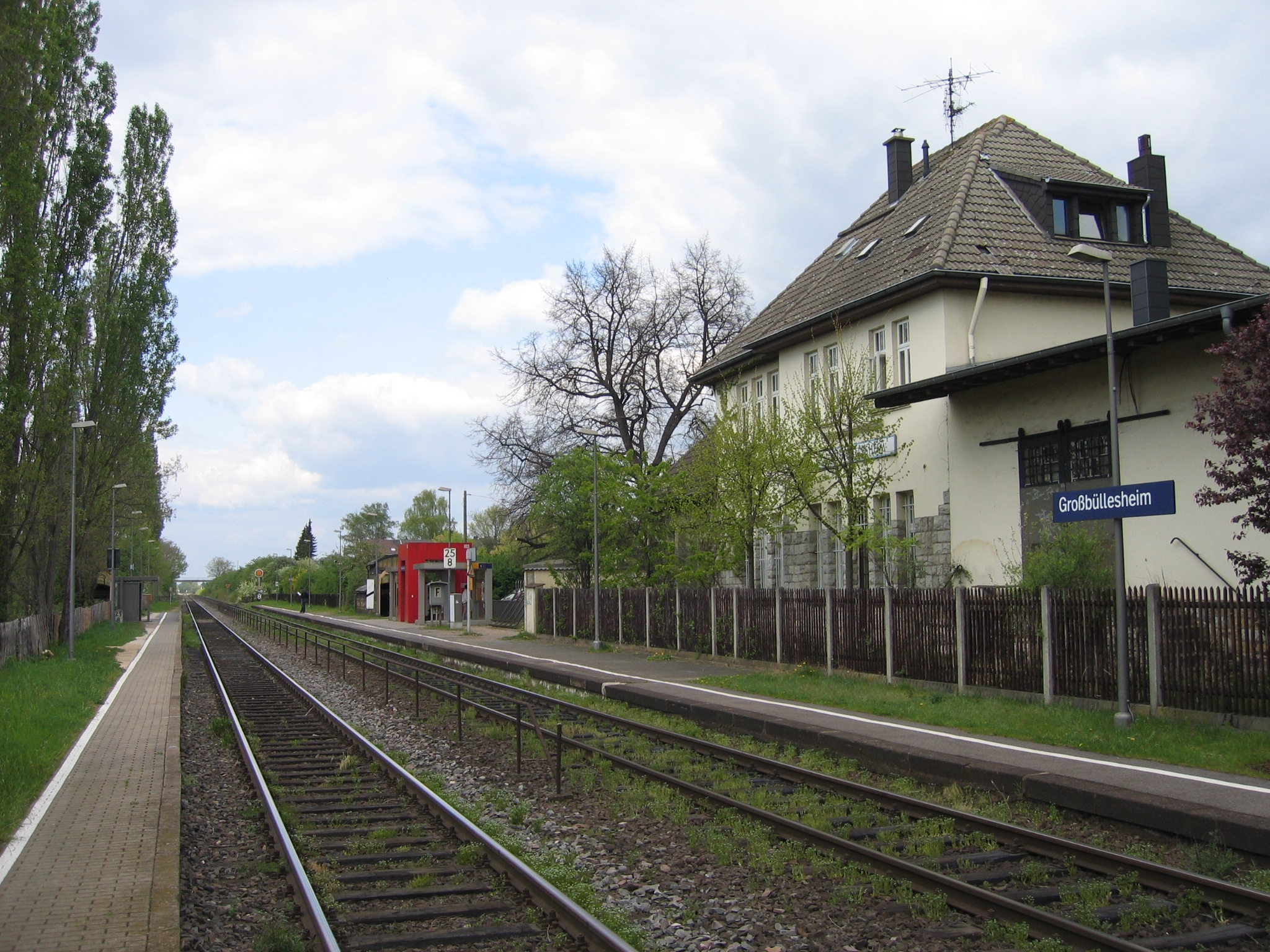
Halta din Großbüllesheim